# آغار مدلبروك 7H11
آغار مدلبروك 7H11 (بالإنجليزية: Middlebrook 7H11 Agar)‏ هو آغار مطابق لآغار مدلبروك 7H10 مع إضافة حصيلة الهضم بالإنزيمات البنكرياسية للكازين لتسهيل نمو البكتيريا الفطرية السلية.
وقد يضاف المايكوباكتين J إلى آغار مدلبروك 7H11 لتسهيل استخلاص المايكوبكتيريا جينافينس.

## وصلات خارجية
- Middlebrook 7H11 Agar